# Psilacrum glabrum
Psilacrum glabrum är en tvåvingeart som beskrevs av Ismay 1986. Psilacrum glabrum ingår i släktet Psilacrum och familjen fritflugor. Inga underarter finns listade i Catalogue of Life.